# James Hazen Hyde

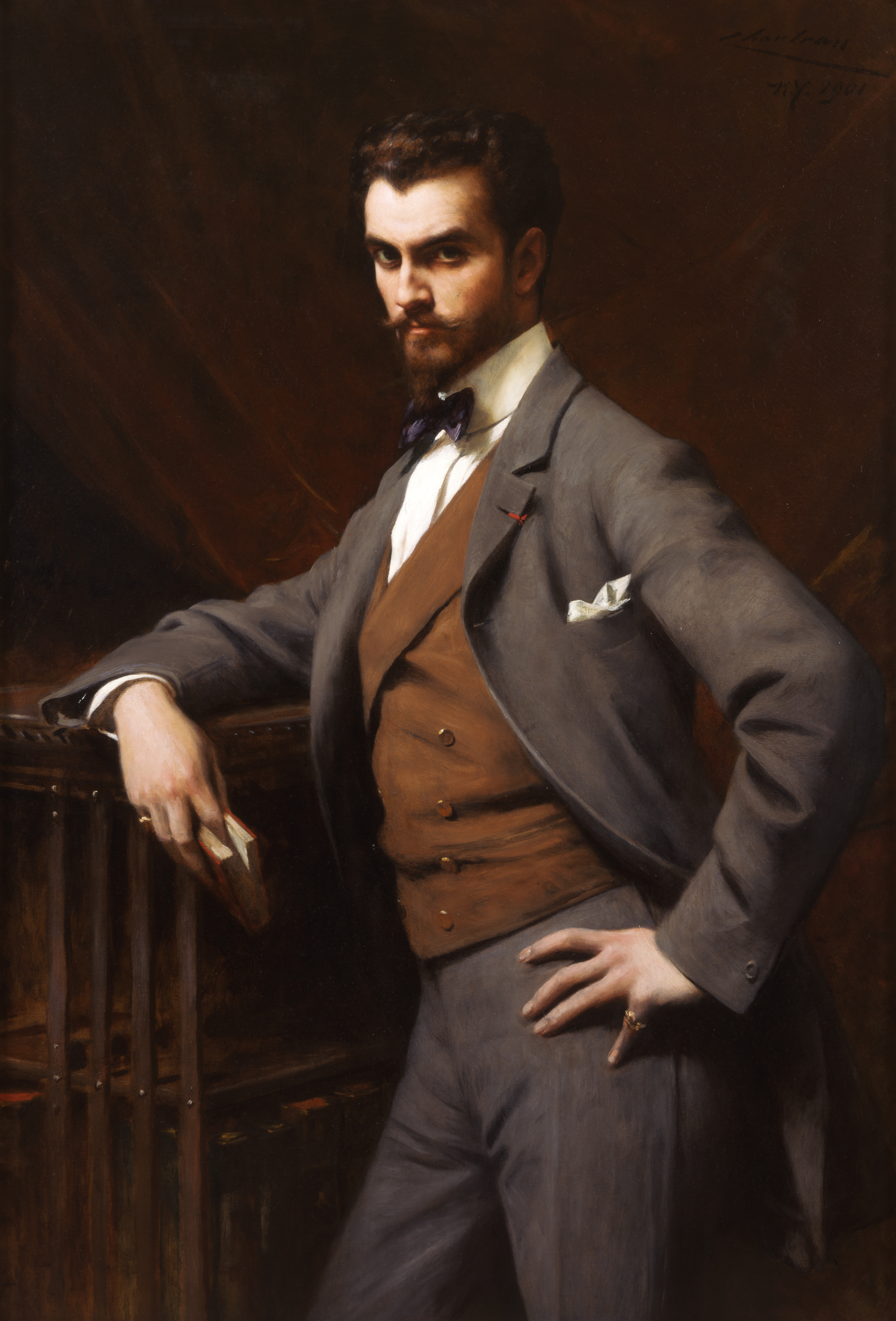
James Hazen Hyde.

James Hazen Hyde (New York, 6 giugno 1876 – Saratoga Springs (New York), 26 luglio 1959) è stato un imprenditore statunitense, figlio del fondatore della Equitable Life Assurance Society of the United States ed erede della compagnia.

## Biografia
Figlio di Henry Baldwin Hyde, fondatore della The Equitable Life Assurance Society of the United States, James aveva soltanto 23 anni quando ereditò la maggioranza delle azioni della compagnia nel 1899, dopo essersi laureato all'Università Harvard l'anno precedente. Cinque anni dopo, al culmine del successo finanziario e sociale, venne coinvolto nel più grave scandalo di Wall Street del XX secolo, che determinò la sua uscita dalla vice presidenza della Compagnia.
Il 31 gennaio 1905 James Hazen Hyde diede uno dei più favolosi balli in costume alla Gilded Age. Falsamente accusato attraverso una strisciante campagna mediatica, avviata dagli amministratori della società E. H. Harriman, Henry Clay Frick, John Pierpont Morgan e dal presidente James Waddell Alexander, di aver fatto pagare all'azienda la somma di 200.000 dollari spesa per l'organizzazione della festa, Hyde presto si trovò coinvolto in un vortice di accuse sul suo cattivo comportamento nella gestione della compagnia. Le rivelazioni scioccanti provocarono un notevole panico a Wall Street e condussero ad un'inchiesta sull'intero settore assicurativo da parte dello Stato di New York.
Hyde fu costretto a trasferirsi in Francia e prestò servizio come autista di autoambulanze durante la prima guerra mondiale. Gli venne conferita una laurea honoris causa dall'Università di Rennes nel 1920.